# ランタン号

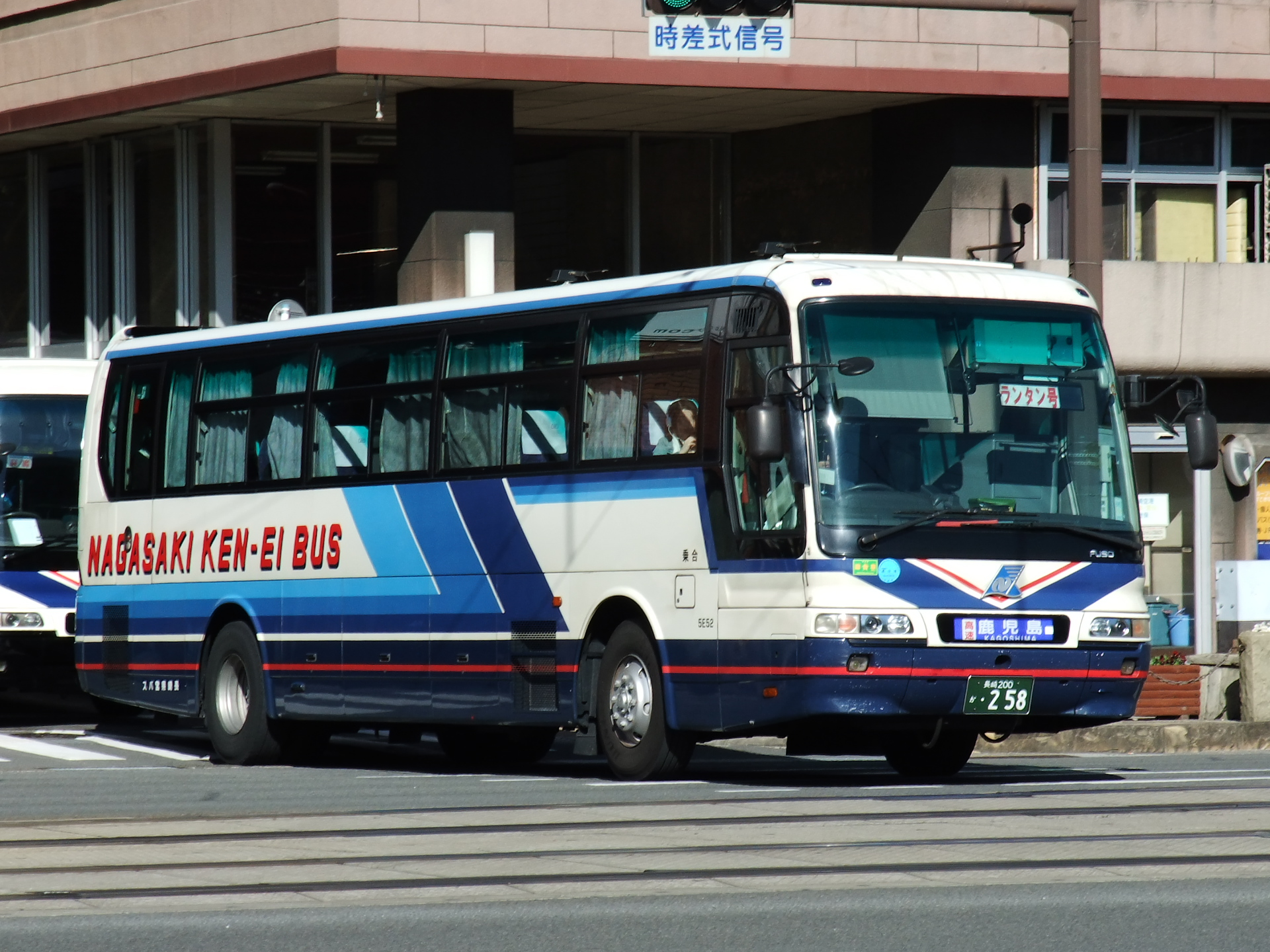
ランタン号（長崎県交通局）

ランタン号（ランタンごう）は、かつて長崎県長崎市と鹿児島県鹿児島市を結んでいた高速バスである。
1日2往復運行されていた。
諸事情により2020年3月31日を以って運行終了となった。

## 運行会社
- 長崎県交通局
  - 担当営業所：長崎営業所
  - 三菱ふそう エアロバス、いすゞ ガーラを充当
- 南国交通
  - 担当営業所：鹿児島営業所
  - 日野 セレガ、三菱ふそう エアロクィーンを充当

## 沿革
- 2009年11月1日 - 路線開設
- 2011年3月1日 - 南国交通との共同運行開始[3]。
- 2012年4月23日 - 南国交通鹿児島中央駅前バスセンターの開業に伴い、鹿児島側の発着バス停を変更[4]。
- 2018年4月1日 - SUNQパスの規約改定により「全九州+下関版」の利用による乗車が可能になる。（「北部九州＋下関版」および「南部九州版」での利用は不可）[5]。
- 2020年2月14日 - 諸般の事情により同年3月31日の運行を以って路線廃止となる事が県営・南国の両社にて発表[1][2]
- 2020年3月31日 - 路線廃止

かつてより長崎県と鹿児島県を直接結ぶ交通機関としては長崎空港-鹿児島空港間の空路（エアーニッポン（ANK）→同社撤退により2001年8月からはオリエンタルエアブリッジ（ORC）が運航）があったが、2009年11月より従来の2往復から1往復に減便されることになり、長崎県交通局が高速バスの需要があるものと見込んで路線開設に踏み切った。県交通局は運行開始時点では年間約18,500人の利用を見込んでいた。なお長崎空港-鹿児島空港間の空路については2012年3月31日をもってオリエンタルエアブリッジが撤退したため現存しない。

## 運行経路・停車停留所
太字は停車停留所。長崎県内のみ、鹿児島県内のみの利用不可。
長崎駅前 - 大橋 - 昭和町 - 川平料金所 - （長崎バイパス） - 長崎多良見IC - （長崎自動車道） - 諫早IC - 大村木場 - 大村IC - 松原 - 鳥栖JCT - （九州自動車道） - 鹿児島空港南 - 高速帖佐 - 鹿児島北IC - （国道3号・鹿児島市内方面） - 下伊敷 - 天文館 - 鹿児島中央駅前
- 長崎駅前は駅から歩道橋を渡った場所にある交通会館（県営バスターミナル）からの発着となる。
- 鹿児島中央駅前は駅東口前の鹿児島中央ターミナルビル（ソラリア西鉄ホテル「Reise（ライゼ）」）1階の南国高速バスセンター2番ホーム発・4番ホーム着となる。
- 上下線とも長崎自動車道山浦PAと九州自動車道山江SAの2箇所において途中休憩する。
  - 運行開始時から2012年頃までは多久西PAと宮原SAで休憩を行っていた。

## その他
- 所要時間：長崎駅前 - 鹿児島中央駅前 約5時間30分
- 往復割引の他、4枚綴り回数券の設定がある。
- 座席は全席指定であるため、あらかじめ乗車券を予約・購入をしなければならない。
- SUNQパスの発売当初、長崎 - 宮崎線『ブルーロマン号』同様、SUNQパスを使用することはできなかった。SUNQパスを使用して長崎 - 鹿児島を移動する場合、九州号と桜島号を高速基山で乗り継ぐか、りんどう号ときりしま号を益城インター口もしくは熊本桜町バスターミナルなどで乗り継いで利用することになる。なお、前述のとおり、2018年4月1日より規約改正で乗車可能になった[5]。
- かつて運航されていたORC長崎-鹿児島線と相互に片道ずつ（往路ランタン号利用、復路ORC利用）組み合わせた日帰り旅行商品が存在した。県交通局子会社の長崎県営バス観光と南国交通により企画されていたが、ORCが長崎-鹿児島線から撤退したため廃止されている。

## 車内設備
- 3列シート(南国便は3列独立シート)
- トイレ